# Hyainailouros
Hyainailouros és un gènere extint de mamífers creodonts de la família dels hienailúrids que visqueren a Vell Món entre l'Oligocè superior i el Miocè mitjà. Se n'han trobat restes fòssils a Alemanya, Egipte, Etiòpia, França, Kenya, Namíbia, el Pakistan i Uganda. Evolucionaren a Àfrica, des d'on passaren a Euràsia a través del pont terrestre dels gomfoteris. Eren creodonts de mida descomunal, comparable a la d'un os. Tenien el cap de més de 50 cm de llargada. Se sap que eren carronyaires, però diferents investigadors tenen diferents opinions sobre la possibilitat que també fossin depredadors actius. Les dents els servien tant per tallar carn com per trencar ossos.